# 小棘短鰩
小棘短鰩（學名：Breviraja spinosa）為軟骨魚綱鰩目鰩科短鰩屬的一種，分布於中西大西洋墨西哥灣到尼加拉瓜與蘇利南外海海域，深度323至675公尺，本魚體盤中有不規則排列的刺，上表面淺棕色，有少量白色斑點，下表面呈白色，體長可達23.6公分，棲息在深海海域，為底棲性魚類，屬肉食性，卵生，卵囊為長方形並有堅硬角狀突起，生活習性不明。